# Ladon
 Ladon  es una población y comuna francesa, situada en la región de Centro, departamento de Loiret, en el distrito de Montargis y cantón de Bellegarde.

## Geografía
Se encuentra en la región noreste del departamento de Loiret, en la región agrícola de Gâtinais riche, caracterizada por paisajes abiertos drenados por una importante red hidrográfica.
Se sitúa a 48,1 km de Orléans, la capital del departamento, a 15,6 km de Montargis, subprefectura, y a 7,1 km de Bellegarde, la antigua capital del cantón.

## Demografía
| 877 | 912 | 867 | 1084 | 1212 | 1106 |
| Para los censos de 1962 a 1999 la población legal corresponde a la población sin duplicidades (Fuente: INSEE [Consultar]) |     |     |      |      |      |